# Getting in Tune
«Getting in Tune» es una canción del grupo de rock británico The Who, que aparece en su disco de 1971 Who's Next.

## Grabación
Inicialmente fue grabada en Nueva York el 18 de marzo de 1971, como «I'm In Tune», e interpretada en las presentaciones del Young Vic. La versión final se completó con el nuevo título, en Olympic Studios el 7 de junio de 1971. Las primeras grabaciones de la canción, no vieron luz sino hasta mucho tiempo después. El demo original de Pete Townshend fue lanzado en 1999 en su álbum Lifehouse Chronicles. Una versión en vivo de 1971 se puede encontrar en la edición de lujo del álbum Who's Next, mientras que una actuación de 1999, en el álbum en directo Blues to the Bush.
Al igual que en «The Song Is Over», Nicky Hopkins colabora en la grabación de la canción, en el piano.

## Concepto
Las palabras en el inicio de la canción, tienen referencia directa a la relación entre la música y sus problemas creativos: «I'm singing this note 'cause it fits in well with the chords I'm playin» («Estoy cantando estas notas porque encajan bien con los acordes que estoy tocando»). El narrador añade por el resto de la canción, que se siente en «sintonía» («I'm in tune»).
En términos musicales, esta canción asemeja una estructura parecida a la de «The Song Is Over», con un comienzo muy tranquilo, en la interpretación de Nicky Hopkins con el piano, sin embargo, la canción se hace cada vez más intensa, terminando en una especie de himno. Escuchamos varias veces una estructura de llamada y respuesta entre Roger Daltrey y los coros, además de la melódica línea de bajo de John Entwistle.